# 1290
1290. је била проста година.

## Догађаји
- 18. јул — Краљ Едвард I је донео едикт о протеривању свих Јевреје из Енглеске.

- Рат Сицилијанско наслеђе (1282-1302) — Војни сукоб између анжујске гране Куће Капета и краљева Арагона, који се одиграо у западном Медитерану.
- Протеривање Јевреја из Енглеске декретом краља Енглеске и војводе од Аквитаније Едварда I.
- Војвода од Аустрије Албрехт I Хабзбуршки постао је претендент на круну Угарске.
- Аргун-кан је послао своје последње посланство на Запад.
- Прва камена црква у име Светог Преображења Спаситеља, коју је 1285. године основао Михаил Јарославич из Твера, освештана је у Тверу.
- Прокопије Јуродиви из Устјуга је предвидео пад метеорита.

## Смрти

### Јул
- 10. јул — Ладислав IV Куманац, угарски краљ

### Децембар
- Википедија:Непознат датум — Блажени Петар Царевић - хришћански светитељ.